# West Wyoming
West Wyoming és una població dels Estats Units a l'estat de Pennsilvània. Segons el cens del 2000 tenia 2.833 habitants.

## Demografia
Segons el cens del 2000, West Wyoming tenia 2.833 habitants, 1.183 habitatges, i 822 famílies. La densitat de població era de 301,3 habitants per km².
Dels 1.183 habitatges en un 26% hi vivien nens de menys de 18 anys, en un 57,6% hi vivien parelles casades, en un 8,2% dones solteres, i en un 30,5% no eren unitats familiars. En el 26,7% dels habitatges hi vivien persones soles el 15% de les quals corresponia a persones de 65 anys o més que vivien soles. El nombre mitjà de persones vivint en cada habitatge era de 2,39 i el nombre mitjà de persones que vivien en cada família era de 2,91.
Per edats la població es repartia de la següent manera: un 20,9% tenia menys de 18 anys, un 5,6% entre 18 i 24, un 27,3% entre 25 i 44, un 24,2% de 45 a 60 i un 21,9% 65 anys o més.
L'edat mediana era de 42 anys. Per cada 100 dones de 18 o més anys hi havia 87,9 homes.
La renda mediana per habitatge era de 37.275$ i la renda mediana per família de 44.214$. Els homes tenien una renda mediana de 38.398$ mentre que les dones 25.664$. La renda per capita de la població era de 17.603$. Entorn del 0,2% de les famílies i el 3,8% de la població estaven per davall del llindar de pobresa.

## Poblacions més properes
El següent diagrama mostra les poblacions més properes.